# Boston Terrier
Der Boston Terrier ist eine von der Fédération Cynologique Internationale (FCI) anerkannte Hunderasse aus den USA (FCI-Gruppe 9, Sektion 11, Standard Nr. 140). Die Rasse ist seit 1979 der offizielle State Dog des US-Bundesstaats Massachusetts.

## Herkunft und Geschichtliches
Diese Hunderasse wurde in den 1870er Jahren in den USA geschaffen und hieß Boston Bulldog. Sie entstand aus einer Kreuzung des heute ausgestorbenen Weißen Englischen Terriers und des English Bulldog. Zur weiteren Verbesserung wurden später auch die Französischen Bulldoggen eingekreuzt. 1878 wurde er auf einer Ausstellung in Boston vorgestellt und erhielt 1891 vom American Kennel Club den Namen Boston Terrier. 1927 kam er nach Europa. Dort blieb er lange Zeit selten, in den letzten Jahren sind jedoch steigende Welpenzahlen zu verzeichnen: im VDH wurden 1998 noch 95 Welpen geworfen, 2007 waren es bereits 238 Welpen, und bis 2010 stieg die Zahl auf 322 Welpen.

## Beschreibung
Der Boston Terrier ist muskulös mit kompaktem Körper mit kraft- und würdevoller Bewegung. Es gibt ihn in drei Gewichtsklassen, über die Schulterhöhe gibt es keine offiziellen Angaben. Er hat kurzes, glattes, glänzendes, weiches Fell, gestromt, schwarz oder „seal“ (schwarz mit rötlichem Schimmer, der nur bei Sonnenlicht oder sonstigem hellem Licht zu erkennen ist), mit weißen Markierungen auf der Schnauze, Brust und über den Augen. Oft findet man auch diese „Markierungen“ am Hals, Füßen und dem unteren Teil der Beine. Der massige Kopf hat einen flachen Schädel mit einer kurzen, quadratischen Schnauze, und große, runde, dunkle Augen. Charakteristisch sind die im Verhältnis zur Körpergröße großen, stehenden Ohren. Die Rute ist relativ tief angesetzt, kurz, fein und spitz zulaufend, nicht kupiert. (Das Kupieren von Ohren und Rute ist in Deutschland und vielen anderen Ländern verboten.)

## Situation in den Niederlanden
In den Niederlanden ist die Zucht von kurznasigen Hunden aller Rassen, einschließlich der Mischlinge, grundsätzlich verboten, soweit deren Nasenlänge nicht mindestens ein Drittel der Kopflänge beträgt.
In einer Mitteilung des Ministeriums LNV (Ministerium für Landwirtschaft, Natur und Lebensmittelqualität) wurde bekanntgegeben, dass ab sofort begonnen wird, anhand von Kontrollen dieses Gesetz durchzusetzen. im Fokus stehen insbesondere wegen möglichem Atemwegssyndrom (BOAS) alle brachycephalen Rassen.

## Verwendung
Trotz seines Namens „Terrier“ ist der Boston Terrier kein Jagdhund. Im Rassestandard heißt es, dass er freundlich, lebhaft und intelligent sei, weshalb er ein einzigartiger Begleithund sei.